# Teologija i komunikacija
Teologija komunikacije, ako ona podrazumijeva određeni vidik znanstvenog istraživanja, mora nužno biti promatrana kao jedno multi i inter disciplinarno područje. Njezino polje interesa moglo bi se praktički definirati kao jedan potpuno otvoreni horizont jer on, kao takav, koincidira s onim područjem koje obuhvaća u potpunosti pitanja o različitim aspektima čovjekove egzistencije. U tom smislu, kada se odluči poduzeti jedno istraživanje tj. kad se odluči posvetiti pozornost komunikaciji i komuniciranju u kontekstu kao što je teološki, nužno je imati na umu činjenicu da nijedna perspektiva i nijedan aspekt koji se odabere za slijediti tome studiju, nije moguće realizirati a da se istovremeno ne uzme u obzir cjelina konteksta i svega onoga što se u tom određenom kontekstu kontinuirano događa i razvija, jer bi se procesi koji to objedinjuju mogli metaforički prispodobiti onome što i kako djeluje ameba: njeno djelovanje se sastoji u kontinuiranom mijenja forme ostajući uvijek ono što jest, tj. ne mijenjajući svoju bit, tako isto i ovaj proces o kojem govorimo ima za temeljnu karakteristiku to da objedini u sebi sve ono sto je vezano uz čovjeka i njegovu egzistenciju koja je prema strukturi njegove naravi tj. biti sva usmjerena prema Apsolutnom kaje se odnosi prema čovjeku i od njega je percipiran kao Transcendentalni misterij.
Misterij Kristovog utjelovljenja je temelj za vjeru kršćanina. Bog je "komunicirao", tj. objavio nam se preko svoga Sina u novom savezu, koji je njegov projekt za spasenje. "Komunicirati" s Bogom je u uskoj poveznici s "komunicirati" s čovjekom današnjice kao i onog povijesnog.